# Labyrinth (libro)
Labyrinth (Laberinto en español) es un libro no ficción escrito por Eugene M. Propper y Taylor Branch que trata el asesinato de Orlando Letelier, quien fue asesinado el 21 de septiembre de 1976 en Washington; la bomba bajo su automóvil también mató a su secretaria norteamericana. La principal sospechosa del crimen, la DINA, se encargó de sembrar el camino de la investigación de pistas falsas, mentiras y fraudes. Se analiza el rol de exiliados cubanos y de la CIA en el crimen.